# Wörnitz

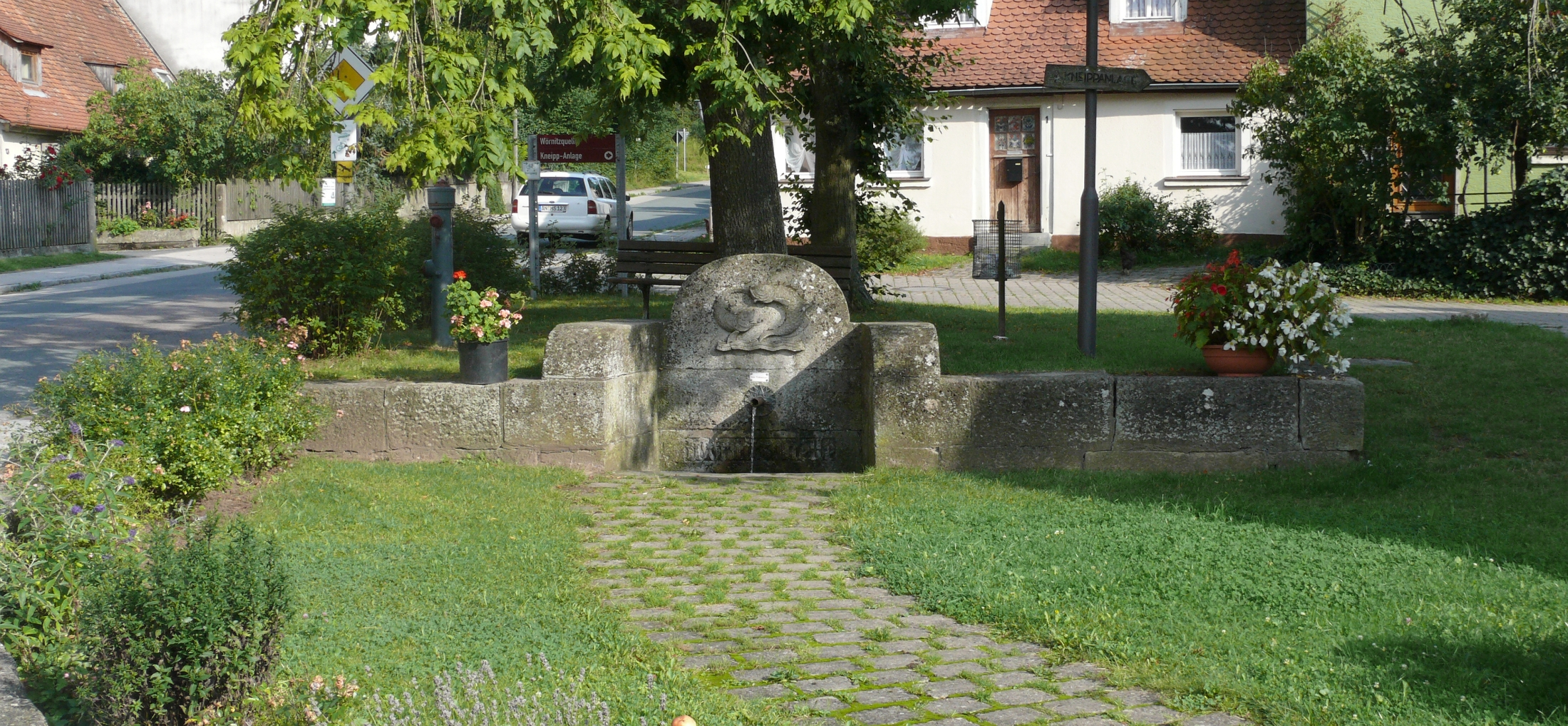
Źródło Wörnitz w Schillingsfürst

Wörnitz – rzeka w południowych Niemczech (w Bawarii), lewy dopływ Dunaju. Długość – 132,5 km, średni przepływ koło Harburg (Schwaben) (19 km od ujścia) – 11,3 m³/s. Najważniejsze dopływy: Sulzach, Rotach, Eger. 
Wörnitz wypływa w Schillingsfürst na wzgórzach Frankenhöhe na granicy Bawarii i Badenii-Wirtembergii. Płynie na południe, przecina kotlinę Nördlinger Ries między Jurą Szwabską a Frankońską i uchodzi do Dunaju koło Donauwörth. 